# 임은정 (법조인)
임은정(林恩貞, 1974년 7월 14일~)은 경상북도 영일군 출신으로 부산에서 성장하여 남성여자고등학교를 졸업하였다. 고려대학교 법학과에 재학 중인 1998년에 제40회 사법시험에 합격했다. 사법연수원 30기이며 2001년 검사로 임관했다.
사법연수원 30기에서 검찰로 간 126명의 동기 중 가장 언론에 자주 오르내린다. 사법연수원에서는 반마다 있는 문화총무를 맡을 정도로 활달했다고 한다. 평검사 시절부터 수차례 검찰 내부 통신망 이프로스와 본인의 소셜미디어(SNS)에 검찰 내부 비판 글을 올려 ‘항명 검사’라는 별명을 얻었다. 2007년 광주인화학교 청각장애인 성폭력 사건, 이른바 ‘도가니 사건’의 1심 공판검사로 처음 대중에 이름을 알렸다. 2012년 윤길중 진보당 간사의 과거사 재심 사건에서 검찰 내부 방침을 어기고 무죄를 구형해 징계를 받았다가, 이후 행정소송에서 승소하여 징계가 취소됐다. 2018년 5월 검찰 내 성폭력을 은폐했다며 전직 검찰총장 등을 직무유기로 고발했다. ‘내부고발자’로서 검찰 내부에서 위법한 징계를 당하고 각종 불이익을 받은 것에 대해 국가를 상대로 손해배상소송을 제기했다.

## 평검사 시절(2001~2017)

### 도가니 사건
영화  《도가니》의 흥행으로 광주인화학교를 재조사해야한다는 여론이 들끓었다. 인화학교 성폭력대책위가 다음 아고라에 성폭력 사건 재조사를 요구하는 이슈 청원에 사람들의 서명이 이어졌고, 관할인 광주시와 광산구청에도 문의 전화가 쇄도했다. 임은정 검사는 광주인화학교 청각장애아 성폭행 사건 공판 당시 경험과 심경을 검찰 내부게시판에 올린 것이 기사화되며 '도가니 검사'로 처음 알려졌다. 2018년 12월, 도가니 사건 1심 공판검사였던 인연으로 광주인화학교 성폭력 피해자들의 일자리 창출과 자립생활을 지원하기 위해 만들어진 ‘카페홀더’의 7주년을 맞아 1일 명예점장으로 초대되었다.

"6시간에 걸친 증인 신문 시 이례적으로 법정은 고요하다. 법정을 가득 채운 농아자들은 수화로 이 세상을 향해 소리 없이 울부짖는다. 그 분노에, 그 절망에 터럭 하나하나가 올올이 곤두선 느낌, 어렸을 때부터 지속된 짓밟힘에 익숙해져버린 아이들도 있고, 끓어오르는 분노에 치를 떠는 아이들도 있고. 눈물을 말리며 그 손짓을, 그 몸짓을, 그 아우성을 본다."
"베스트셀러라는 말을 익히 들었지만 읽을 엄두가 나지 않았다. 내가 잘 아는 아이들의 이야기인 걸 알기에…. 서점에 들렀다가 결국 구입하고 빨려들 듯 읽어버렸다. 가명이라 해서 어찌 모를까. 아, 그 아이구나, 그 아이구나…."
— 임은정

### 무죄구형
임은정은 서울중앙지검 공판부에서 전국민주청년학생총연맹(민청학련) 사건에 연루돼 대통령 긴급조치 1호와 4호를 위반한 혐의로 징역을 살았던 박형규 목사의 재심 사건을 맡게 된다. 징역 15년의 종전 구형을 유지할 수 없는 사안이라 구형 변경을 해야 했다. 검찰은 과거사 재심 사건에서 종전 구형을 원용하거나 속칭 ‘백지구형’을 하고 있었다. 박형규 목사 재심 사건에 대한 무죄 구형 과정에서 공안부와 의견 충돌이 있었으나 임 검사는 공판2부장·차장·검사장을 찾아다니며 구형 변경 결재를 받아냈다. 2012년 9월 6일, 민청학련 사건으로 15년형을 선고받았던 박형규 목사의 재심 공판에서 무죄를 구형한 모두 진술 또한 화제가 되었다.

이 땅을 뜨겁게 사랑하여 권력의 채찍에 맞아가며 시대의 어둠을 헤치고 걸어간 사람들이 있었습니다. 몸을 불살라 그 칠흑 같은 어둠을 밝히고 묵묵히 가시밭길을 걸어 새벽을 연 사람들이 있었습니다. 그분들의 숭고한 희생과 헌신으로 민주주의의 아침이 밝아, 그 시절 법의 이름으로 그 분들의 가슴에 날인하였던 주홍글씨를 뒤늦게나마 다시 법의 이름으로 지울 수 있게 되었습니다— 임은정

2012년 12월 28일, 특수범죄처벌에 관한 특별법 위반죄로 1962년 유죄선고를 받은 故 윤길중씨에 대한 재심 결심공판에서도 무죄를 구형했고 법원도 당일 무죄를 선고했으나 (백지구형-위 특별법이 위헌이며 무효라는 이유도 포함되었다), 법무부는 임은정 검사에 대하여 정직 4개월의 징계를 하였고 이에 대하여 서울행정법원은 2014년 2월 21일 징계처분을 취소하라는 판결을 선고하였다. 법무부에서 항소하였으나, 2014년 11월 6일 서울고등법원에서는 법무부의 항소를 기각하였다. 2017년 10월 31일, 대법원은 임은정 검사가 법무부 장관을 상대로 낸 징계처분 취소소송에서 원고승소 판결한 원심을 확정했다. 징계처분을 받은 지 4년 8개월 만에 최종승소한 것이다. 판결이 있기 한 달 전, 법무부 산하 법무검찰개혁위원회(위원장 한인섭)는 과거사 관련 권고안에서 "임 검사에 대한 징계조치를 시정하고 실질적인 피해회복 조치가 이뤄져야 한다"고 주문하기도 했다.
임은정 검사가 윤길중 전 진보당 간사장에 대한 재심공판에서 무죄구형을 하자 보수언론에서는 ‘목적 위해 법 절차 무시하는 운동가형 검사’, ‘절차 무시하고 무죄 구형한 막무가내 검사’라며 비난했었다. 하지만 여기에는 반전이 있다. 사람들의 생각과 달리 윤길중은 1980년 12월 민주정의당의 발기인이 돼 민정당 3선의원을 지냈다. 새누리당, 한나라당, 자유한국당의 전신인 민정당, 민자당 국회의원이자 민정당 몫으로 국회부의장을 지낸 인물이었다. 보수정치인에게 무죄구형한 검사를 비난하는 보수언론에게서 아이러니를 느낀 서울신문 문소영 부장은  《스타워즈》의 명대사로 기사를 마무리한다. 다스 베이더의 “내가 네 아비다.”.
대법원에서 승소하였고, 법무검찰개혁위원회의 실질적인 피해회복 조치를 위한 권고안도 있었으나 임은정 검사의 인사불이익은 수년이 지나도록 회복이 되지 않았다. 무죄구형 이전, 임검사는 검찰총장상을 받은 법무부 선정 우수 여성 검사였고, 법무부와 서울중앙지검의 요직을 거치며, 커리어면에서 동기 검사들 중 선두권에 있었다. 무죄구형으로 인한 징계 이후, 인사대상자가 아님에도 갑작스럽게 창원지검으로 이례적인 발령이 났다. 그 이후로는 변방으로 돌고 있고, 부부장과 부장 승진도 동기들보다 2~3년 늦었다. 2018년 7월, 법무부는 이노공 검사의 중앙지검 첫여성차장검사 임명과 임은정 검사의 충주지청 부장검사 승진 등 몇 명의 사례를 동시에 발표하며 홍보했다. 이로 인해 착시효과가 발생할 수 있겠으나 실제로는 임은정 검사의 부장 승진은 동기들보다 이미 여러 해 늦은 것이었으며, 충주지청 부장검사는 직전 해에 그의 후배인 연수원 31기 검사가 맡았던 후임자리였다.
임은정이 입은 불이익이 회복되지 않은 것과 별개로 검찰의 변화를 이끌어내는 데는 성공했다. 2018년 8월, 검찰은 간첩조작 사건의 피해자를 다룬 영화 《자백》의 실제 주인공인 김승효 씨의 재심에서 무죄를 구형했다. 그는 1974년 중앙정보부 수사관의 고문에 못 이겨 간첩이라고 자백하여 징역 12년을 선고 받았다. 2015년 재심을 청구했지만 당시 검찰은 “재심청구를 기각해 달라”는 의견서를 법원에 제출한 바 있다. 2018년 12월, 제주 4·3 사건 당시 군법회의에서 형을 받고 억울한 옥살이를 한 수형인에 대해 검찰이 공소기각을 요청하여 사실상 무죄구형을 했다. 2019년 7월, 재일동포 학원간첩단 사건(11·22 사건) 재심공판에서 검찰은 피해자 김오자 씨의 무죄를 구형했다. 박정희 정부 시절 중앙정보부에 의해 간첩에 몰린지 44년만이다. 검찰은 이재오 자유한국당 상임고문에게도 무죄를 구형했다. 그는 1972년 유신체제 반대 시위 배후로 지목돼 고문을 당하고 유죄를 선고받았다. "당시 중앙정보부가 영장 없이 불법 구금을 했고, 가혹 행위로 허위 진술을 하게 됐다"며 2014년 재심을 청구한 바 있다.
2017년 8월부터 2019년 6월까지 검찰은 헌법재판소나 대법원에서 위헌·무효가 된 사건, 특별법을 재정해 재심 사유가 규정되어 있는 사건, 진실화해위원회 사건 중 당사자가 재심을 청구하지 않은 사건 등에서 당사자가 재심을 청구하지 않은 487명에 대해 직권으로 재심을 청구했다. 이들 중 290명은 무죄가 선고되었다. 검찰은 ‘과거사 재심사건 업무 매뉴얼'을 마련해 무죄 구형의 부담을 덜도록 했다. 매뉴얼에서는 검사가 피고인을 위한 증거도 적극적으로 수집·제출하도록 하고 백지구형을 지양하고 실질적으로 유·무죄를 구형하라고 권고하였다. 이런 와중에 임은정 검사에게 윤길중 재심 사건에서 백지구형을 주문했던 정모 검사가 과거사 재심 업무를 맡고 있는 것으로 드러나 논란이 일었다. “과거사 재심 사건에 백지구형을 주문한 사람이 무죄구형 방침을 하달하는 업무를 하는 것이 맞느냐?’는 기자의 질문에 그는 “사건을 바라보는 게 시기에 따라서 다를 수 있다”고 변명했다. 대검 공안부 관계자는 정모 검사의 업무 적절성을 묻는 질문에 “노 코멘트”라고 답했다.

### 심층적격심사
임은정은 징계를 받은 후, 심층적격심사 대상자가 되었다. 대검찰청이 심층적격심사에 부적합하다고 판단하면 강제 퇴직당하는 제도였다. 임검사가 ‘우수 검사’로 선정되는 등 업무능력을 인정받아온 점 등을 들어 내부의 비판 목소리에 재갈을 물리려는 것 아니냐는 비판이 제기되었다. 참여연대 사법감시센터는 김현웅 법무부장관에게 임은정 검사가 부당한 징계에 이어 부당한 적격심사로 불이익을 받아서는 안된다고 심층적격심사 결정을 철회해 달라고 요청했다.
법무부는 임은정에 대한 심층적격심사 진행을 멈추지 않았다. 그 본보기로 임검사의 1년 선배인 박병규 검사를 적격심사에 탈락시킨다. 2004년 적격심사제도가 생긴 후 유일한 탈락자였다. 기자와의 인터뷰에서 박병규 검사는 짐작가는 부분으로 이프로스에 임은정 검사 무죄구형 지지글을 쓴 것으로 들기도 했다. 박병규 검사는 법무부장관을 상대로 퇴직명령처분 취소소송을 시작한다. 1심은 법무부 손을 들어줬다. 그러나 항소심에서는 1심을 뒤집고 원고 승소 판결을 받아냈다. 검사로 검찰에 다시 복귀하게 된 것. 재판부는 “검찰 내부 검사 게시판에 상부의 지시에 반해 (재심 사건에서) 무죄를 구형한 임은정 검사의 징계조치, 검찰총장의 사퇴, 검찰일반직 직원의 직종변경 등에 대해 비판적인 내용의 글을 잇달아 올린 점 등이 복무평정에 영향을 미쳤을 것으로 보인다”고 했다. 2019년 하반기 인사에서 임은정 검사와 박병규 검사는 각각 울산지검과 대전지검의 중요경제범죄조사단 부장으로 발령 났다. 일각에선 지방의 한직으로 발령낸 것에 대해 윤석열 총장 체제하에서도 ‘인사보복’관행이 이어지고 있다는 지적도 나왔다.
2016년 1월, 임은정은 법무부의 적극적인 활동에도 불구하고 심층적격심사를 통과한다. 법무부는 임은정이 7년간 일했던 서울중앙지검·창원지검·의정부지검에서 처리했던 업무를 샅샅이 조사하는 특별사무감사를 벌였지만, 결정적인 퇴직 사유를 발견하지 못했다. 법무부가 임 검사를 퇴직시켰을 경우 제기될 퇴직명령처분 취소 소송에서 패소할 것으로 판단했다는 분석도 나왔다. 임 검사가 심층적격심사 대상에 올랐던 데는 내부 게시판에 검찰개혁을 요구하는 비판적인 글을 계속 게시하고, 휴가까지 내며 국회 법제사법위원회 소속 의원실을 직접 찾아가 검찰청법 개정안을 반대하는 의견서를 내는 일 등이 작용했던 것으로 알려졌다. 검사 적격심사 제도를 강화한 개정안은 심사 주기를 7년에서 5년으로 단축하고, 퇴출 사유를 세분화했다. 검찰 안팎에선 개정안이 소신 있는 검사를 찍어내는 수단으로 악용될 수 있다는 우려가 제기됐었다.

## 부장, 차장검사 시절(2017~)

### 미투운동
2018년 서지현 검사가 검찰청 전용 웹사이트인 이프로스에 “나는 소망합니다”라는 글을 올렸다. JTBC 뉴스룸에 생방송으로 출연하면서 한국 미투운동의 시발점이 되었다. 검찰에서는 조희진 검사장을 ‘검찰 성추행사건 진상규명 및 피해회복 조사단’의 단장을 맡겼다. 임은정 검사는 조 단장에게 단장직에서 즉각 사퇴하라는 내용의 이메일을 보냈다. 그가 과거 검찰 내부의 성범죄 사건을 무마시키려한 적이 있었기 때문이었다. 조단장은 수사결과로 말하겠다며 사퇴를 거부했다. 서지현 검사도 조단장의 사퇴 요구는 섣부르다고 판단했다. 임은정 검사는 자신의 경험을 검찰 내부 통신망 이프로스에 폭로했다. 최초로 ‘위드 유(#withyou)’를 선언하며 미투 운동에 다시 불을 지폈다. 과거 여검사 모임의 리더 격이었던 조희진 서울동부지검장에게 자신의 성폭력 피해 사실을 고백했지만 그는 아무런 조치도 취하지 않았다. 그 때 조치를 취했다면 서검사의 강제추행피해는 없었거나, 피해가 있더라도 적절한 조치가 취해졌을 것이라 주장했다. 이후에도 임은정 검사는 안태근 전 검사장의 성추행 의혹을 검찰간부가 은폐했다는 의혹 등을 공론화하며 미투운동을 이어나갔다. 검찰 성추행 진상조사단에 출석하여 참고인 조사를 받기도 했다. 검찰 내부의 반복되는 성범죄 원인이 위계 질서가 강조된 조직 문화에 있다고 보았으며, 제도개혁을 해야만 성추행이나 간부들 갑질 등 업무에서의 검찰권 남용이 근절된다고 말했다.
2018년 12월 27일 방영된 JTBC의 <이규연의 스포트라이트 - 검찰 미투(179화)>는 임은정 검사가 방송사와 가진 첫인터뷰이기도 했다. 지나간 한 해동안 대한민국에서 가장 중요한 화두로 미투를 선정했고, ‘검찰 미투’를 둘러싼 서지현, 임은정 검사의 이야기를 집중 조명했다. 임검사는 서지현 검사의 외로운 싸움에 유일하게 ‘위드 유’를 외쳐준 선배로 나왔다. 임검사는 본인이 당했던 성폭행 미수 사건까지 방송에서 공개했다. 당시 가해자들은 징계 대신 조용히 사표를 처리하는 것으로 마무리되었다. 이후에는 오히려 ‘꽃뱀’이라는 별칭과 함께 인사불이익이라는 고통속에서 살아야했음을 고백했다. 영화  《도가니》에서 피해 학생이 선생님으로부터 폭행을 당하고 있는데, 아무도 돕지 않는 장면을 예로 들기도 했다. 주변 사람들이 함께 행동해주지 않고, 목격자가 되어주지 않으면 피해자 혼자 죽는다고, 그것이 검찰의 현실이라고 말했다.

### 김홍영 검사
2015년 4월 남부지검에 부임한 김홍영 검사가 2016년 5월 부장검사의 갑질을 못 이겨 자살했다. 김홍영의 검사 임관 및 남부지검 부임 환영 회식자리에서 부장검사가 검사들을 추행했고, 그 무렵 귀족검사도 후배들을 추행했는데, 검찰에서 이를 덮었던 것. 그 다음해 갑질 부장을 만나자 문제제기를 하지 못한 채 결국 극단적인 선택을 하고 만다. 미투운동이 사회적 이슈로 급부상하면서 은폐되었던 남부지검 성폭력 사건에 대하여 뒤늦게 수사가 착수되었다. 조사단은 혐의가 있던 부장검사와 귀족검사를 피의자 신분으로 비공개 소환하여 조사하였다.
2018년 3월, 임은정은 대검 감찰1과에 성폭력을 은폐한 관련자들에 대한 감찰을 정식으로 요청했다. 대검은 비위가 인정되지 않는다고 통보를 해왔다. 이에 재정신청을 염두에 두고 2018년 5월, 임은정은 김진태 (1952년) 전 검찰총장 등에 대한 직무유기 고발장을 중앙지검에 우편 제출했다. 11월 22일이 되어서야 고발인 소환 조사를 받았다. 다음날 중앙지검에 진술조서 등의 등사를 신청했으나 불허되었다. 이와 관련하여 행정소송을 제기했고, 관련 보도가 나가자 반나절만에 중앙지검에서 진술조서를 복사해주겠다는 연락이 왔다. 소 제기 후, 조서 사본을 중앙지검으로부터 제공받았기에 각하 판결은 불가피했으나,  잘못이 누구에게 있는가를 명확히 하기 위해 재판을 계속 진행하였고, 결국 중앙지검장이 소송비용을 부담하라는 판결이 선고되었다. 소송비용은 피고의 귀책사유에 의해 지출된 것이므로 피고가 부담해야 한다는 것이었다.
2019년 11월 1일 방영된 KBS1tv의 <시사직격 - 검사 故 김홍영의 증언(5회)>은 임은정이 내부 상황을 기록한 ‘비망록’을 토대로 사건을 재조명했다. 비망록에는 김홍영이 사망했던 2016년 검찰, 특히 남부지검의 풍경이 고스란히 기록돼 있었다. 비망록에 따르면 2015년 4월 남부지검 형사 제1부에 부임한 김 검사는 같은 달 9일 환영 회식에 참석했다. 그리고 당일 당시 부장검사가 여검사들을 성추행하는 일이 벌어졌다. 뿐만 아니라 모 검사도 후배 여검사들을 강제추행하는 등 검찰 내 비위가 남부지검에 광범위하게 일어났다고 한다. 그러나 해당 사건들에 대해 징계는 제대로 이뤄지지 않았고, 검찰 내부에서 바로잡으려는 움직임 또한 찾아볼 수 없었다고 했다. 또 김 검사의 사망 이후 남부지검 자체조사에 대한 비판부터 당시 김진모 검사장과 조상철 차장검사가 책임자 처벌을 무마하려 했다는 의혹도 담겨 있었다.

### 검찰의 인사거래 제안 거절
임은정 검사에 대한 검찰의 인사거래 제안은 두 번 있었다. 임은정 검사는 경향신문 정동칼럼에 낸 <아이 캔 스피크Ⅱ>에서 당시의 상황을 공개했다. 첫번째 인사거래 제안은 2018년 2월, 임은정 검사가 서울북부지검 근무 당시 있었다. 검찰총장의 특사를 자처한 검찰 간부(윤대진)의 요청으로 인사동에서 식사자리를 가진 적이 있다. 그는 “서지현 검사의 미투사건 참고인이라 부득이 승진을 못 시켰다”고 양해를 구했다. "하반기 인사에 부산지검 여성아동범죄조사부장을 시켜줄 테니 12월에 해외로 나가라고 한참을 설득했다"고 공개했다. 몇 달이 지난 후, 식사 자리에 동석했던 정유미 검사는 검찰 내부망에 글을 올려 “아무도 진지하게 어떤 자리를 제안하거나 약속한 일이 없었던 것 같다”고 윤대진을 편들기도 했다. 임은정 검사는 정유미가 당시 주의 깊게 안 들었다고 하기엔 관련 대화가 너무 길어서 못 들었을 리 없다며 “기억을 못하거나, 거짓말을 하거나 둘 중 하나인데 정 부장이 저만큼 기억력이 좋다고 할 수는 없고 남일이기도 하니 기억을 못하는 걸로 선해하려 한다”고 했다.
임은정 검사는 윤대진이 시끄러운 사람 해외로 보내려는 의사가 노골적이었고, '미투 운운' 거짓말을 한 사람의 나머지 말도 신뢰하기 어려울 뿐만 아니라, 동기인 중앙지검 부장을 옆에 두고 이미 동기들이 2회째 근무 중인 부산지검 여조부장 후임 자리가 먹음직스러운 거래 조건인 양 내미는 것이라 모욕적이었다고 했다. 윤대진이 문재인 정부 출범 후 검찰 최고 실세로 부상하여 검찰 인사를 지속적으로 좌우했음은 검찰에서 공지의 사실이라며, 당시 1차장에 불과한 윤대진이 어떻게 인사 이야기를 할 수 있냐는 취지의 정유미의 원칙론적인 반론은 솔직하지 못하다고 지적했다. 임은정 검사와 정유미의 사법연수원(30기) 동기인 검사 출신 이연주 변호사는 정유미가 가증스럽다며 “서울중앙지검 차장이 한가하게 유학권유하려고 시간 내어 인사동에서 임 검사님을 만났을까요?”라고 지적했다.
두번째 인사거래 제안은 2019년 9월, 임은정 검사가 울산지검 근무 당시 발생했다. 임은정 검사는 같은 칼럼에서 조국 전 법무부 장관 취임 당일 법무부 한 간부로부터 '감찰담당관실 인사 발령을 검토 중인데 반대가 극렬하다, 검찰의 요구 조건을 수락해야 인사 발령을 낼 수 있다'는 제안을 받았다고 폭로했다. <위키리크스 한국>은 임은정 검사에게 경찰에서 수사 중인 전직 검찰총장 고발 사건을 취하하면 감찰 보직으로 인사를 낼 수 있다는 조건을 내건 법무부 간부가 김후곤(당시 법무부 기획조정실장)인 것으로 단독 보도했다. 임은정 검사에게 "SNS 중단. '정동칼럼' 연재 중단. 서울중앙지검과 서울지방경찰청에 고발장 제출한 전직 검찰총장 등 전·현직 검찰 간부들에 대한 직무유기 등 사건 고발 취하”를 전화로 전달한 실국장급 간부와 단독 인터뷰를 한 것이다. 그는 “임은정 검사가 도저히 수락할 수 없는 조건을 (법무부에서) 제시한 거다. 조 장관은 임은정 검사를 쓰고 싶었다. 검사들은 난리를 쳤지만, 고집할 수 없으니까 조건을 내건 것"이라며 "나는 그걸 전달을 했을 뿐"이라고 말했다. 인사거래 조건을 낸 사람이 김후곤 실장이 맞다고 확인해주었다. 임은정 검사가 이 제안을 받아들이지 않자 3주 정도가 흐른 후, 법무부는 2차 제안을 했다. 법무부 산하 검찰개혁추진지원단 부단장인 이종근(당시 인천지검 2차장검사)이 임은정 검사에게 전화를 걸어 "감찰 실질화 아이디어를 달라"고 주문했다. 이후 헤럴드경제는 임은정 검사에게 핸드폰 문자를 보내어 당시 전화를 걸어 인사거래를 제안한 간부가 이용구(당시 법무부 법무실장)임을 확인하고자 했다. 이에 임은정 검사는 김후곤 검사장에게 물어봐달라고 답했다.
김후곤과 이용구, 두 사람과 같은 시기에 법무부에서 근무했던 황희석 변호사(당시 법무부 인권국장)는 자신의 페이스북에 인사거래 당시의 상황을 자세히 소개했다. 그는 “헤럴드경제에 쏘스를 제공한 자가 임은정 검사의 감찰직 임명을 극구 반대하며 그 조건을 내걸었던 자일 가능성이 매우 높다”고 짚었다. 그 당시 유독 두 명의 검사가 임은정 검사의 감찰직 임용을 죽어라고 반대했다고 증언했다. 그는 “조국 장관이나 이용구 차관(당시 법무실장)은 임은정 검사가 전직 총장 등 고위간부들을 고발했는지 여부도 전혀 모르던 사람들이다. 그에 반해 법무부에 있던 검사들은 자기 대빵들이 고발된 것을 알고 있었던 것이고"라고 적었다. 황희석은 "조국 장관이 임은정 검사를 감찰직에 임명하려고 할 때 누가 반대할 실익이 있고, 고발을 취하하고 SNS의 중지 등 입을 닫고 있을 것을 요구할 사람들은 누구이겠는가!"라며 "헤럴드경제 기자는 이 부분을 빼놓고 엉뚱한 지적질을 하고 있는 셈이다. 손가락이 가리키는 곳은 그 손가락질하는 사람이다"라고 강조했다.

### 국회 행안위 국정감사 출석
2019년 9월, 국회 행정안전위원회는 전체회의를 열어 경찰청 국정감사에 임은정을 참고인 명단에 채택했다. 더불어민주당의 요청에 여야가 합의해 이뤄졌다. 현직검사가 이례적으로 경찰청 국감장에 선 것은 검찰개혁에 대한 의견을 들려달라는 취지에서였다. 임은정 검사에게 관심이 쏟아진 이유는 행안위 이슈인 검경 수사권 조정과 조국 법무부장관으로 대표되는 여권의 검찰개혁 이슈가 맞물렸기 때문이다. 2019년 10월 4일, 임은정 검사가 국회 행정안전위원회 국정감사에 참고인으로 경찰청에 출석했다. 현직 부장검사가 경찰청 국감에 출석한 첫 사례였다.
검찰과 경찰의 수사권 조정에 대한 의견을 묻는 이재정 의원(더불어민주당) 질의에 임은정 검사는 "검찰권이 거대한 권력에 영합해 오남용되기도 하고, 경우에 따라 '검찰 공화국'을 방어하는 데에 수사권을 쓰는 등 오남용 사태가 너무 많다"고 말했다. "검사가 법과 원칙이 아닌 '상급자의 명령'을 실천하고 관철하는 데에 질주했기 때문에 (한국은) 검찰공화국이 됐다"며 "검찰권 오남용의 모든 피해는 국민들이 보고 있다"고 지적했다. "검찰의 업보가 너무 많아 내가 아는 것을 국민이 다 안다면 검찰이 없어져도 할 말이 없을 만큼"이라며 "나도 현직검사라 (수사권 조정이) 마음 아프지만 국민들께서 '더는 너희를 믿지 못하겠다'고 권한을 회수해 가신다면 마땅히 우리는 내놓을 수밖에 없고, (그 결정을) 따라야 한다고 생각한다"고 했다.
이후, 김영호 의원(더불어민주당), 소병훈 의원(더불어민주당), 김민기 의원(더불어민주당)
, 김성태 의원(자유한국당)
, 권은희 의원(바른미래당)
, 김한정 의원(더불어민주당)
, 김영우 의원(자유한국당)
, 홍익표 의원(더불어민주당)
과의 질의응답이 이어졌다. 2019 국정감사 행정안전위원회(경찰청)의 풀영상은 링크와 같다.

### 2015년 서울남부지검 성폭력 은폐 고발
2018년 5월, 임은정은 2015년 검찰 내 성폭력 의혹을 당시 검찰 지휘부가 수사하지 않고 무마시켰다며 전·현직 검찰 간부를 형사고발했다. 2020년 3월, 검찰은 이 사건을 2년 만에 불기소 처분했다. 검찰은 “조사 결과, 성비위 풍문을 확인한 피의자들이 곧바로 사안의 진상 확인에 착수했으며, 관련 업무지침, 피해자의 의사 등을 종합적으로 고려해 진상 확인을 종료한 사실을 확인했다”며 “위법한 지시나 직무거부가 있다고 볼만한 구체적인 사유나 정황이 확인되지 않았다”고 불기소 사유를 밝혔다. 임 부장검사는 이날 검찰의 처분 사실이 알려지자 자신의 페이스북에 글을 올리고 "제 예상대로 검찰은 공소시효 완성이 임박할 때까지 (사건을) 들고 있다가 결국 불기소했다"며 "다음 달 재정신청을 하겠다"고 말했다. 재정신청이란 고소·고발인이 검찰에서 불기소 처분을 받을 때 먼저 검찰에 항고 절차를 거친 다음, 이 역시 받아들여지지 않으면 사건을 관할하는 고등법원에 기소해 달라고 요청하는 절차다.
2020년 4월 13일, MBC TV <탐사기획 스트레이트> 제85회 ‘검사 성범죄 은폐와 검찰의 이중잣대’ 편에 출연했다. 2015년 발생한 남부지방검찰청 '검사 성범죄' 사건 당시 진상 조사를 벌이고도 사건을 덮었다는 의혹에 대해 추적 보도했다. 2020년 3월 말, 이 고발 사건의 처리 결과가 '불기소’로 결정되었다. 검찰은 “피해자들의 의사를 고려한 조치였기 때문에 당시 검찰 수뇌부와 감찰 담당자에게 책임을 묻기 어렵다”고 발표했다. 임은정 검사는 "피해자를 진정 위한다고 한다면 신속하게 수사를 했어야지, 신속하게 사건을 덮어서는 안 됐다"며 격분했다. 검찰 주장의 핵심은 피해자들의 의사를 존중해 2015년 성폭력 사건의 진상 확인을 종결했고 징계도 수사도 하지 않았다는 것이다. 그러나 2015년 사건 당시 성범죄는 친고죄 조항이 폐지되어 친고죄 대상이 아니었던 만큼 피해자의 의사와 상관없이 처벌할 수 있었다. 스스로에게는 너그러우면서 밖으로는 엄벌을 외치는 검찰의 이중성에 대해 임은정 검사는 "무법천지 검찰이죠. 성폭력 사건을 덮을 수 있다는 건 그것도 성폭력 사건을 수사하고 엄벌하는 지금 N번방 사건도 검찰이 수사하지 않습니까? 기소하지 않습니까? 그런(성범죄) 사건을 하는 검찰 내부에 엄청난 성폭력이 처벌받지 않는다는 건 정말 심각한 것.”이라고 말했다. 대한민국 검찰 이대로 가서는 안 된다며 “검찰이 바뀌지 않으면, 대한민국이 바뀌지 않는다”고 했다. 풀영상은 링크와 같다.

검찰은 사회정의를 재는 잣대다.
그 잣대가 굽어지면 사회는 굽게 된다.
그래서 잣대를 펴는 게 가장 중요하다.
— 임은정

2020년 5월 4일, cbs 라디오 <김현정의 뉴스쇼>에 생방송으로 출연했다. 약 30분동안 검찰 내 성폭력 은폐 의혹 사건과 관련해 자신이 진행한 검찰 수뇌부 고발과 관련한 동향을 전하는 한편, n번방 사건, 고위공직자범죄수사처 구성에 대한 의견도 밝혔다. 임은정 검사는 2015년 남부지검 내부 성폭력 은폐, 2016년 부산지검 고소장 위조 은폐 의혹과 관련해 전·현직 검찰 간부를 고발한 사건이 검찰의 방해로 소득 없이 마무리됐다고 비판했다. 2020년 4월 28일, 경찰은 임 부장검사가 부산지검 고소장 위조 사건을 덮은 혐의로 김수남 전 검찰총장 등 당시 검찰 간부들을 고발한 사건에 대해 증거 불충분으로 인한 불기소(혐의없음) 의견으로 검찰에 송치했다. 임 부장검사는 검찰이 불기소 종결한 고발 사건에 대해 재정 신청을 했다.  임은정 검사는 “재정 신청은 검찰의 불기소 결정이 정당한지에 대해 재판부의 판단을 구하는 것”이라며 “위 두 사건은 지휘부가 사건을 무마한 게 적절한 지 여부에 대해 법리싸움만 하면 되는 것이라 해 볼만한 싸움이라고 생각한다”고 말했다.

### 검찰의 모해위증 교사 의혹 사건
이 사건은 한만호의 법정 증언을 탄핵하는데 동원된 검찰측 재소자 증인들에 대한 ‘검찰의 모해위증 교사 의혹’ 사건이다. 국가의 사법기능을 해치는 모해위증 범죄가 있었는지, 당시 검찰의 위법하거나 무리한 수사 및 공소유지 활동이 있었는지, 이로 인해, 사건 당사자들의 공정한 재판을 받을 권리, 재소자 등 관련자들의 인권이 침해되었는지에 대한 진상 조사와 수사이다. 한명숙 전 총리의 정치자금법위반 사건에 대한 진상조사가 아니다.
2020년 9월, 임은정 검사는 대검 감찰정책연구관으로 발령을 받았다. 이후 대검찰청 감찰부는 한명숙 전 국무총리 수사팀의 위증 강요·강압 수사 의혹 감찰을 임은정 검사에게 맡겼다. 임검사가 감찰에 착수한 후 관련 자료 검토, 관련인 조사 등 사실상 수사를 하였으나, 압수수색이나 피의자신문조서 작성과 같은 수사를 하지는 못했다. 그 이유는 대검에서 여타 감찰 담당 대검연구관들과는 달리 임검사에 대해서만 서울중앙지검 검사 직무대리 발령을 보류하고 있었기 때문이다. 본격 조사에 착수하려면 임은정 검사는 서울중앙지검 직무대리 발령을 받아야 한다. 한동수 대검 감찰부장은 여러 차례 윤석열 검찰총장에게 임은정 검사를 수사권이 있는 서울중앙지검 검사 직무대리로 발령해달라고 요청했지만 받아들여지지 않았다. 2021년 2월, 중간간부 인사에 이르러 임은정 검사는 서울중앙지검 검사 겸직 발령이 났다. 법무부는 임은정 대검 감찰정책연구관에게 서울중앙지검 검사로서의 수사 권한을 부여하면서 "감찰 업무의 효율과 기능을 강화하기 위한 것"이라고 설명했다.
2021년 2월, 감찰부장 주재로 감찰3과장, 임은정 연구관은 여러 차례 회의를 거쳐, 조사를 직접 담당하였던 임은정 연구관이 주임검사로서 재소자 증인들의 모해위증 형사 입건 인지서, 경과보고서 등을 작성하여 결재 상신하되, 감찰3과장은 자신의 이견을 부기하기로 결정했다. 감찰부는 위와 같은 결정에 따라 법무부에 진상조사 경과보고서 등을 보고하고, 재소자 증인들의 형사 입건, 공소 제기 및 검찰공무원들에 대한 수사 착수에 대한 내부 결재 절차를 진행했다. 그 과정에서 임은정 검사의 수사권에 대한 이견이 제기되었다. 결국 검찰청법 제7조의2(검사직무의 위임·이전 및 승계) 조항 등에 근거한 윤석열 검찰총장의 서면 지시로 허정수 감찰3과장이 주임검사로 새로 지정되었다.
2021년 3월 5일, 최모씨의 공소시효를 하루 앞두고, 대검찰청이 '한명숙 전 총리 모해위증 교사 민원 사건' 관계자들에게 모두 혐의가 없다는 판단을 내렸다. 과거 재판 관련 증인 2명 및 전·현직 검찰 공무원들에 대한 모해위증, 교사, 방조 민원 사건에 관해 합리적 의사결정 과정을 거쳐 혐의를 인정할 증거가 부족하다고 판단한 것. 이로써 대검은 입건하지 않고 사건을 종결했다. 임은정 검사는 이 같은 처분이 나온 직후 SNS에 "직무이전될 때 정해진 결론이었으니 놀랍지는 않지만, '합리적 의사결정 과정'이 얼마나 비합리적인 의사결정 과정인지는 알겠다"고 적었다.

### 법무부 대검 합동 감찰
2021년 3월 17일, 박범계 장관이 검찰 ‘한명숙 수사팀’의 위증 의혹에 대해 법무부 감찰관실과 대검 감찰부가 합동해 위법·부당한 수사절차 및 관행해 대해 특별점검을 실시하고, 그 결과 및 개선방안 등을 신속히 보고할 것을 지시했다. 3월 22일, 법무부는 브리핑을 통해 ‘한명숙 전 국무총리 모해위증 의혹’ 불기소 처분과 관련한 입장을 발표했다. 한명숙 사건 수사팀 뿐 아니라 전국 고검장 6명과 대검 부장단 등이 참석한 대검 부장·고검장 확대회의도 감찰 대상에 올렸다. 법무부가 밝힌 감찰 대상은 ○ 2010~2011년 사건의 수사 및 공판과정 ○ 위 사건 관련 민원의 배당, 이첩, 조사, 의사결정 과정 ○ 임은정 대검 감찰정책연구관 직무배제 논란 ○ 대검 부장·고검장 확대회의 언론 유출 경위 등이다.
2021년 7월 14일, 박범계 법무부장관은 법무부와 대검찰청이 4개월간 합동으로 진행한 감찰 결과를 직접 발표했다. 한동수 대검 감찰부장, 류혁 법무부 감찰관, 임은정 감찰담당관이 배석했다. 한명숙 전 총리 사건의 수사 기록을 보면 공소가 제기된 이후에도 법정 증인 출석이 예정된 참고인들이 검찰에 100회 이상 소환돼 증언할 내용 등에 대해 미리 조사받은 사실이 확인됐다. 일부 증인의 경우 새벽 늦게까지 조사를 받았고, 그 과정에서 재소자 증인의 수감 중인 가족이 시설 양호한 서울구치소에 머물 수 있게 하거나, 외부인과 자유롭게 접견하고 통화할 수 있도록 조치하는 등 부적절한 편의가 제공된 사실도 확인됐다. 당시 수사팀은 소환조사를 통해 참고인들의 진술을 듣고도 기록하거나 사건 기록에 담지 않은 것으로도 드러났다.
윤석열 검찰총장이 한명숙 전 총리 수사팀을 지키기 위한 ‘제 식구 감싸기’에 나섰다는 점을 지적했다. 한명숙 전 총리 사건 진정이 접수되자, 인권부 재배당을 지시하다가 감찰부가 감찰 사안임을 이유로 재배당을 반대하다, 재배당은 아니라고 설명하며 대검 감찰부로부터 진정서 사본을 제공받아 서울중앙지검에 이첩하는 등 “내부 반대의견을 묵살한 (윤 전 총장의) 이례적인 재배당 시도”였다는 해석이다. 또한 임은정 당시 대검 감찰정책연구관이 해당 사건을 재조사하는 과정도 문제 삼았다. 임은정 검사가 법정에서 증언한 재소자를 모해위증 혐의로 기소하고 수사팀을 조사해야 한다는 의견을 냈지만, 윤석열 전 총장이 뒤늦게 허정수 감찰3과장을 주임검사로 지정하고 결국 무혐의 처분해 공정성 논란을 일으켰다고 결론 내렸다. 대검이 소수 연구관들로만 회의체를 구성해 충분한 의결 과정을 거치지 않고 무혐의 결정을 내렸고, 장관의 수사지휘로 이를 재검토하기 위해 열린 대검 부장회의에선 종료 45분 만에 구체적 내용과 의결 과정이 특정 언론을 통해 유출된 점도 문제 삼았다. 박범계 장관은 악의적 수사상황 유출행위를 반드시 찾아내 엄단하겠다며 형사사건 공개금지 규정을 즉시 개정하겠다고 약속했다.

### 조선일보 손해배상청구소송
2021년 7월, tv조선과 조선일보는 2020년 11월 임은정 검사가 한명숙 전 총리 재판 당시 검찰 측 증인이던 A씨를 참고인으로 불렀고, 영상녹화로 진행된 1차 조사에서 검찰의 위증교사 의혹을 부인하자, 추가 조사를 위해 출석한 직후 임 검사의 협박성 발언이 이어졌다고 주장했다. 임은정 검사는 '한명숙 전 국무총리 모해위증교사 의혹'을 조사할 당시 재판 증인을 협박했다는 의혹을 보도한 언론사와 기자를 상대로 손해배상청구소송을 제기했다. 페이스북을 통해 공인으로서 인내해야 한다고 생각하고 오래 참았다면서 무책임한 일부 언론사에 말의 무게와 책임을 알게 하기 위해 부득이 소송을 제기했다고 밝혔다.
임은정 검사는 해당 보도들과 관련해 (2020년 11월 1차 조사 당시) 제보자가 오후에 출석해 오후 5시까지 조사를 끝내줄 것을 요청했다며 위 요청에 맞추느라 준비한 질문을 다 하지 못한 채 조사를 종료했다고 반박했다. 이어 (2020년 12월 진행된 추가조사 당시) 진술거부권을 고지하자 제보자가 곧바로 진술거부권을 행사 때문에 임 담당관은 아무런 질문을 하지 않았다. 제보자가 일체의 진술을 거부하여 질문을 하지 못했고, 진술거부권 행사를 수용한 마당에 진술을 강요하는 일은 가능하지 않다. 진술거부권 행사의 수용과 진술 강요는 양립할 수 없는 것이라고 덧붙였다. 그러면서 제보자의 주장에 따르면 협박이 이루어졌던 장소는 대검찰청 복도인데 소속 공무원들이 통행하는 곳이였다. 당시 상황이나 장소에 비추어서 임은정 검사가 구속 운운한다는 것은 있을 수 없는 일이라고 했다.

### 공수처 참고인 조사 출석
2121년 9월 8일, 임은정 검사는 윤석열 전 검찰총장의 한명숙 전 국무총리 모해위증교사 수사 방해 의혹과 관련해 피해자로 공수처에 출석했다.  조사는 오전 10시부터 오후 6시까지 진행됐고, 조서 열람 시간까지 포함하면 약 11시간 동안 이어졌다. 대검 감찰정책연구관으로 갔던 2020년 9월부터 2021년 3월2일 사건 재배당까지 있었던 일을 기록에 남긴 대로 공수처에 가감 없이 사실대로 말하겠다고 했다. 윤석열 전 총장은 직접 나서지 않고 대검 차장검사 뒤에서 지시하는 스타일이라며 총장에게 직접 말하고 싶어서 항의 메일, 문자 메시지, 내부만 쪽지는 물론 검찰총장을 결재자로 하여 올린 전자공문도 기록에 첨부했다고 전했다.
윤석열 전 총장 측은 배당한 자체가 없다고 주장했었다. 이에 대해 6개월 동안 본인이 만든 수사 기록이 총 11권 중 9권이라고 말했다. 임은정 검사가 조사한다는 걸 몰랐다는 건 상식적으로 사실일 수 없다고 강조했다. 검사 직무대리 요청하면서 건의했을 때, 조남관 차장이 진상 조사가 좀 마무리 되면 감찰 전환 될 지 그때 한 번 생각해보자고 직접 말한 것을 조사보고서에 작년 11월자로 남겨놨다고 설명했다. 의혹 사건 자체가 검찰 치부인 특수수사의 병폐와 같은 부분들 드러내서 기소하고자 하는 수사였기 때문에 결코 허락되지 않은 것이라 했다. 언제 직무 배제될지 모른다는 절박함으로 순간순간 기록에 다 남긴 것이다.
대검에서 감찰 업무를 담당하는 연구관 중에 중앙지검 검사 직무대리 발령을 받지 않은 사람은 임은정 검사 밖에 없었다. 그것 자체가 부당하기 때문에 구두로 항의했고, 조남관 차장 이야기를 먼저 듣고 윤석열 총장에게 가려고 했다. 그 당시 징계 사태가 벌어지면서 독대할 수 있는 기회를 놓쳤다. 결국 3월2일 검찰총장 윤석열 명의의 직무이전 공문이 내려왔다.  대한민국 사법정의가 걸린 문제라며 공수처가 공명정대하게, 무게감에 짓눌리지 말고 원칙대로 엄정하게 수사해줬으면 한다고 요청했다. 기자들은 윤 전 총장의 고발 사주 의혹과 관련해서도 물었다. 신속하고 성실하게 진상 조사를 하고 있는 것으로 알고 있으니 국민께서 인내를 갖고 기다려 주시면 시원하게 의혹을 해소할 수 있을 것이라고 답했다. 아울러 “사건 배당의 경우 대검의 경우 각 부 부장이 하는데, 작년에 유일하게 검찰총장에게 배당권이 있다고 주장한 사건이 채널 A사건과 한명숙 전 국무총리 모해위증교사 사건이었다"며 “(당시) 납득이 되지 않았다”고 밝혔다. 공수처 출석 당일 풀영상은 링크와 같다.

### 검찰총장 후보 국민천거
2021년 3월, 법무부는 검찰총장 제청대상자로 적합한 인물을 국민에게서 천거받았다. 약 한 달 뒤, 법무부는 국민 천거를 통해 접수된 후보자 14명의 명단을 검찰총장 후보추천위원회에 전달했다. 각 후보자의 병역 이행 여부, 재산 현황, 경력 등이 적힌 검증 보고서도 함께 전달되었다. 법무부 장관의 취사선택 없이 천거후보 14명 모두 추천위로 넘겨졌다. 명단에는 김오수, 배성범, 구본선, 이성윤, 조남관, 한동수, 임은정 검사 등이 포함되었다. 검찰청법상 검찰총장 자격은 법조 경력 15년 이상이지만 현실적으로 고검장급 기수들로 추천된다. 차장, 부장 보직을 맡을 수 있는 고검검사급이 후보로 천거된 전례가 없었다. 임은정 검사는 페이스북을 통해 자신을 천거해 주신 분들의 기대와 격려를 늘 기억하며 그 기대에 합당한 사람이 되도록 노력하겠다고 밝혔다.

## 언론 미디어(신문, 방송)

### 언론 인터뷰
2017년 9월, 한겨레신문과 가진 단독 인터뷰가 토요판 커버스토리로 실린다. 10여년간 검찰 내부망에 강도높은 발언으로 꾸준히 소신발언을 해왔으나, 정작 언론에서 육성이 공개된 것은 처음이었다. 문재인 정부가 출범하면서 임은정 검사는 동기들보다 2년 늦게 부부장 검사에 승진하게 되었다. 그간 무죄구형으로 주목 받았으나 적격심사에 회부되어 퇴직위기에 몰렸던 이력이 있는, 징계와 불이익에도 불구하고 오래전부터 검찰개혁을 요구하며 검찰 내부 비판을 해온 검사로 소개되었다. 기자가 검찰이 불편하게 여기는 글을 계속 쓴 이유를 물었다. 임검사는 말도 안 되는 지시를 그대로 따르는 검사들을 ‘자판기 검사’라고 불렀다. 위에서 주문하는 대로 만들어내는 사람을 검사라고 할 수 없었고, 그런 사람들이 걸러지지 않고 요직으로 승진하는 시스템은 정상이 아니라고 여겼다. 괴물을 잡기 위해 검사가 됐는데, 알고 보니 자신들이 괴물이었음을 깨달았다. 임검사는 간부들과 동료들에게 띄운 글들을 검찰에 대한 연서(戀書)로 표현했다. 사랑한다면 포기할 수 없고, 포기할 수 없다면 몸부림쳐 봐야 하지 않겠느냐고 반문했다. 개인적인 질문 외에도 새정부의 검찰개혁에 대한 질문이 이어졌다. 당시에는 검사윤리강령상 현직 검사가 얼굴과 이름을 공개적으로 드러내며 언론과 인터뷰를 하려면 반드시 대검과 소속 기관장의 사전 허락을 받아야 했다. 정권교체로 인한 작은 변화로 읽힌다.
2018년 9월, 임은정은 경향신문과 두 번째 언론인터뷰를 한다. 광고없이 2면 구성이라는 파격적 지면배정이 단행되었다. 임검사와의 인터뷰가 어려운 이유로 기사가 시작되었다. 두 달 전까지 청주지검장으로부터 인터뷰 절대불가라는 입장을 들었는데 급작스럽게 성사되었던 것. 사전 승인제는 검찰 공무원의 표현의 자유를 침해하는 거라 위헌 소지가 있었다. 임은정 검사는 행동강령을 총괄하는 국민권익위원회에 찾아가 검찰 행동강령의 문제점을 알리고 개정 권고를 요청하겠다는 취지의 문서를 작성했다. 이것을 대검 감찰1과와 법무부 감찰담당관실에 보내고 지휘부와 논쟁을 벌이자 승인이 떨어졌다. 검찰 소속 공무원의 인터뷰 사전 승인제를 신고제로 완화하는 강령 개정이 추진되었고, 임은정 검사의 인터뷰가 사전승인제에서 신고제로 바뀐 첫번째 사례가 되었다. 과거사 재심사건, 무죄구형, 4개월 정직, 심층적격심사, 노태우 전대통령 국립묘지 안장여부, 정치검사와 검찰개혁, 검경 수사권 조정안, 미투운동 등 임은정 검사에 대한 대표적인 이야기가 포함되었다. 정치권 영입제안이 있었는지에 대한 질문이 있었는데, 2016년 총선을 앞두고 문재인 당시 더불어민주당 대표측으로부터 영입제의가 있었으나 거절했다고 밝혔다. 거절 사유는 검찰 후배들에게 ‘검사로서 어떻게 살 것인가’에 대한 많은 보기 중 하나로서 자리매김되면 좋겠다는 바람 때문에. 심층적격심사에 회부되어 퇴출 위기에 처해 있을 때인데, 여기서 포기해버리면 시작하지 않은 것만 못하다는 생각을 했다고.

### 방송 및 매체 출연
2018년 11월, 공익제보자를 법률적으로 지원하고 돕는 호루라기재단이 제작한 대한민국 최초의 공익제보 방송 <호루라기 부는 사람들>에 출연했다.  6회로 제작되어 유튜브와 팟캐스트로 공개되었는데, 이중 4번째 방송이 ‘검사편’이었다.  박병규 검사, 서지현 검사와 함께 국민검사 3인방으로 출연했다. 다른 편에는 박창진 대한항공 사무장, 임태훈 군인권센터소장, 이지문 내부제보실천운동공동대표 등이 출연했다. 검사편은 분량이 많아 1부와 2부로 나뉘어 편집되었다. 임은정 검사는 2015년 서울남부지검을 예로 들며 성범죄와 관련해 문제를 제기한 검사에게 인사보복이, 이를 묵살, 방조, 은폐한 이에게는 영전이 뒤따르는 상황을 지적했다. 현직 검사들의 팟캐스트 출연은 처음이었기에 방송의 내용이나 취지 대신 선정적인 제목의 기사가 나오기도 했다.
2019년 3월, cbs 라디오 <김현정의 뉴스쇼>에 생방송으로 출연했다. 약 25분동안 무죄구형과 검찰의 과거사 반성, 2015년 남부지검 성희롱 사태와 김홍영 검사,  미투, 칼럼 “나는 고발한다”, 검찰개혁, 검사 블랙리스트, 공수처 등에 대하여 다양하게 이야기 했다. 정규 방송에서 못 다한 이야기들은 <김현정의 뉴스쇼>의 별책부록 ‘댓꿀쇼’에서 약 1시간동안 유튜브를 통해 생중계 되었다. 무죄구형과 도가니 사건과 같이 유명한 일화들에 대한 이야기뿐만 아니라 대학시절 응원단인 영타이거 활동, 애송시 등 그간 알려지지 않은 면들도 공개되었다.
2019년 3월, KBS 1TV <거리의 만찬>(존경하는 판사님께 편)에 이탄희 판사와 오지원 변호사의 지인으로 영상통화를 통해 깜짝 출연했다. 오지원과 대학선후배 관계로 학창시절부터 20여 년간 알고 지낸 사이였다. 도봉역 부근의 분식점에서 함께 김밥을 먹을 때, 이탄희가 본인도 힘든 상황임에도 “누나 아프지, 괜찮아, 누나”라고 하며 오히려 위로를 해주었던 에피소드를 공개했다. 사법농단을 세상을 알릴 때, 함께 호응해준 법관 사회의 동료들이 있어서 가능했다고 말했다. 검찰은 아직 내부동력이 미약한 상황이라며 아쉬워했다. 법원 밖의 사회를 정글에 비유하며 이탄희 판사를 응원했다.

## 저서 및 인세 기부
2022년 7월 첫 번째 단독저서 <계속 가보겠습니다>를 냈다. 지난 10년 동안 임은정 검사가 검찰 내부 게시판 '이프로스'에 게시한 글 19편과 2019년 이후 <경향신문>에 연재한 칼럼 13편을 자세한 후일담과 함께 담았다. 출간 즉시 정치사회 분야 베스트셀러 1위에 올라 화제가 되었다.
같은 해 9월, 초판 인세 1천만원을 시작으로 3개월 간 총 1억 1000만원을 사회복지공동모금회에 기부했다. 기부금은 공익신고자 보호, 취약계층 무료급식지원 등 복지사업에 쓰였다. ‘공익신고의 날(12.9)’을 기념해 고액 기부자 모임인 아너소사이어티 회원(1억원 이상 기부자)에 현직 검사 최초로 가입했다.

## 칼럼 기고
2019년 1월부터 “아이 캔 스피크”를 시작으로 경향신문의 정동칼럼을 4주에 한 번씩 연재했다. 두번째 칼럼 “나는 고발한다”에서는 공수처 도입을 촉구하며 현직 검찰총장인 문무일과 장영수, 문찬석, 여환섭 검사장을 실명으로 국민들에게 고발했다. 이들은 검사들의 성폭력 범죄를 조직적으로 은폐한 자들이다. 현직 부장검사가 검찰총장과 검사장급 고위간부들의 실명을 거론하며 ‘대국민 고발’을 한 검찰 사상 최초의 일이었다. 시민들의 반응은 뜨거웠으나, 검찰에서는 투명인간 취급하며 어떠한 공식반응도 보이지 않았다.
연재된 칼럼은 다음과 같다. 제목과 게재일은 지면 발표를 기준으로 한다.
- 아이 캔 스피크[140] (2019. 1. 14.)
- 나는 고발한다[141] (2019. 2. 18.)
- 거짓말도 보여요[142] (2019. 3. 16.)
- 용서받지 못한 자들[143] (2019. 4. 15.)
- 참회록[144] (2019. 5. 13.)
- 검찰 애가(哀歌+愛歌)[145] (2019. 6. 10.)
- 차기 검찰총장에게 바란다[146] (2019. 7. 1.)
- 검찰 인사 유감[147] (2019. 8. 5.)
- 차기 법무부 장관에게 바란다[148] (2019. 9. 2.)
- 우리를 믿지 마세요[149] (2019. 9. 30.) - 인터넷판에는 “검찰의 화려한 분장술”이라는 제목으로 먼저 소개되었다.
- 블랙리스트-영혼의 살생부[150] (2019. 10. 28.)
- 감찰 유감[151] (2019. 11. 25.) - 인터넷판에는 “(임은정 칼럼) 검찰의 감찰은 ‘조직 수호’가 목적인가”라는 제목으로 먼저 소개되었다.
- 검찰에 대나무숲을 허하라[152] (2019. 12. 23.)
- 아이 캔 스피크 Ⅱ[153] (2020. 1. 6.)
- 상한 영혼을 위하여[154] (2020. 2. 10.)
- 언론에 묻다[155] (2020. 3. 9.)
- 나는 고발한다, 또다시[156] (2020. 4. 6.) - 인터넷판에는 “나는 고발한다 2”라는 제목으로 먼저 소개되었다.
- 생명의 서[157] (2020. 5. 4.)
- 메멘토모리 - 죽은 검사들의 사회[158] (2020. 6. 1.)
- ‘권고 이행’ 권고[159] (2020. 6. 29.)
- 언론에 묻다Ⅱ- 곡필아세(曲筆阿世)[160] (2020. 7. 27.)
- 공정한 저울을 꿈꾸며[161] (2020. 8. 24.) - 인터넷판에는 “십원짜리, 천원짜리 사건…누가 구분하나”라는 제목으로 먼저 소개되었다.
- 길모퉁이에서[162] (2020. 9. 21.)

## 학력
- 1993년: 남성여자고등학교 졸업
- 1999년: 고려대학교 법학과 졸업

## 경력
- 1998년: 사법시험 40회 합격
- 2001년: 사법연수원 30기 수료
- 2001년~2003년: 인천지방검찰청 검사
- 2003년~2005년: 대구지방검찰청 경주지청 검사
- 2005년~2007년: 부산지방검찰청 검사
- 2007년~2009년: 광주지방검찰청 검사
- 2009년~2012년: 법무부 법무심의관실 검사
- 2012년~2013년: 서울중앙지방검찰청 검사
- 2013년~2015년: 창원지방검찰청 검사
- 2015년~2017년: 의정부지방검찰청 검사
- 2017년~2018년: 서울북부지방검찰청 부부장검사
- 2018년~2019년: 청주지방검찰청 충주지청 부장검사
- 2019년~2020년: 울산지방검찰청 중요경제범죄조사단 부장검사
- 2020년~2021년: 대검찰청 검찰연구관(감찰정책연구관)
- 2021년~2021년: 서울중앙지방검찰청 검사 겸임
- 2021년~2022년: 법무부 감찰담당관
- 2022년~2024년: 대구지방검찰청 중요경제범죄조사단 부장검사
- 2024년~2025년: 대전지방검찰청 중요경제범죄조사단 부장검사
- 2025년~: 서울동부지방검찰청 검사장

## 상훈
- 2007년: 검찰총장상(공판업무 유공)
- 2012년: 법무부 선정 우수 여성 검사
- 2017년: 이문옥 밝은사회상 - 내부제보실천운동 관계자는 "임 검사는 막강한 권력을 지닌 검찰 조직 내의 불합리한 문제와 부조리에 대해 침묵하지 않고 지속해서 문제를 제기하면서 국민의 검찰로 다시 태어날 수 있는 계기를 마련했다"고 선정 이유를 밝혔다.[163]
- 2019년: 송건호언론상 - 심사위원회(위원장 이해동)는 “언론인은 아니지만, 공익을 앞세워 검찰 내부의 성찰과 반성을 촉구한 임 검사의 분투는 송건호 선생의 날 선 비판정신에 부합한다”고 선정 이유를 밝혔다.[164] 청암언론문화재단이 밝힌 수상자 선정 사유 전문은 링크와 같다.[165]
- 2019년: 투명사회상 - 한국투명성기구는 "검찰의 과도하거나 잘못된 권력 행사를 비판 견제하고, 여러 어려움 속에서도 검찰이 거듭날 수 있도록 내부에서 지속해서 목소리를 내왔다"고 선정 이유를 설명했다.[166] 한국투명성기구가 밝힌 수상자 선정 사유 전문은 링크와 같다.[167]
- 2020년: 2019 고대민주동우상 - 고려대학교 민주동우회는 “위 동우는 민주주의 원칙에 기초하여 검찰의 잘못된 내부문화와 검찰권을 용기있게 감시해 왔으며, 국민과 함께하는 검찰이 되도록 혼신의 노력을 하였기에 고려대 민주동우들이 감사와 존경의 마음을 담아 이 상을 드립니다. 임은정 검사 자랑스럽습니다”라고 상패에 적었다.[168]
- 2022년: NCCK 인권상 특별상 - NCCK는 임은정 검사의 수상과 관련해 "박형규 목사 민청학련사건에 대한 재심에서 '백지구형' 관행을 따르지 않고 무죄를 구형하는 등 검찰 내부에서 고군분투해온 공로를 인정해 임은정 검사에게 특별상을 수상하게 됐다"고 했다.[169]
- 2022년: 올해의 호루라기 특별상 - 호루라기재단은 "임은정 검사는 현직 검사로 재직 중 감찰정보시스템을 통한 신고. 권익위 부패신고, 언론 기고 등을 통해 꾸준히 검찰 개혁을 위한 활동을 해 왔으며, 이는 권력을 오남용 해왔던 검찰의 성찰을 촉구하는 계기가 되었다"라며 "심사위원들은 그 용기에 연대와 응원의 박수를 보내며 특별상 수상자로 선정했다"라고 밝혔다.[170]

## 관련 영화
- 2011년 《도가니》 - 도가니 검사[171]
- 2017년 《더 킹》 - 배우 김소진이 연기한 안희연 검사의 실제모델[172]
- 2018년 《루스 베이더 긴즈버그 : 나는 반대한다》 - 영화평론가 박평식은 <씨네21>(1198호)에서 '임은정 검사 그리고 사법개혁 ★★★' 이라고 한줄평과 별점을 남겼다.[173]
- 2018년 《달밤체조2015》 - 권력 눈치를 보는 수뇌부를 비판하는 글을 검찰 내부망에 올리고, 자기 소신을 떳떳하게 밝히는 주인공 민준기를 두고 지방검찰청장이 부장검사에게 한 대사. “임은정 2 나오겠다니까”.[174]